# Baryscapus chrysopae
Baryscapus chrysopae är en stekelart som först beskrevs av Crawford 1915.  Baryscapus chrysopae ingår i släktet Baryscapus och familjen finglanssteklar. Inga underarter finns listade.